# MemorieS
『MemorieS』（メモリーズ）は、千秋監修による松田聖子のトリビュート・アルバムシリーズ。2010年から2011年にかけて全4枚発売された。発売元はソニー・ミュージックダイレクト。

## 解説
千秋監修の下、春夏秋冬別に発売された松田のトリビュート・アルバム。
「Songs for the Season of Winter」は"冬盤"・「Goodbye and Hello」は"春盤"・「Bitter Sweet Pineapple」は"夏盤"・「The Last Leaf」は"秋盤"として合計4枚がリリース。
ジャケットは、子供がそれぞれ果物をかたどったもので両目を隠しているのが特徴。なお、松田の作品と関連がある果物が選択されている。
- 冬盤「オレンジ」…Summer Beach〜オレンジの香り〜、黄昏はオレンジ・ライム
- 春盤「いちご」…いちご畑でつかまえて、Strawberry Time
- 夏盤「パイナップル」…パイナップル・アイランド、Pineapple
- 秋盤「ぶどう」…葡萄姫

## 収録曲

### Songs for the Season of White
1. 真冬の恋人たち (sung by Lumiere)
アルバム『Candy』収録曲。
2. 瞳はダイアモンド (sung by note native × 千秋)
3. マンハッタンでブレックファスト (sung by DATASPEAKER × yulica)
アルバム『Windy Shadow』収録曲。
4. LET'S BOYHUNT (sung by Naomile)
アルバム『Canary』収録曲。
5. 雨のコニー・アイランド (sung by KOJI 2000 NAKAZAWA × AZ catalpa)
アルバム『SUPREME』収録曲。
6. 抱いて… (sung by TOKYO COUNTERPOINT × CHI-KA)
アルバム『Citron』収録曲。
7. ハートのイアリング (sung by small happiness × フレネシ)
8. 白い恋人 (sung by cargo × arlie Ray)
アルバム『North Wind』収録曲。
9. Pearl-White Eve (sung by Jamoxim × 白領明子)
10. 時間旅行 (sung by YASUTO × Jun)
アルバム『SUPREME』収録曲。

### Goodbye and Hello
1. 未来の花嫁 (sung by 千秋)
アルバム『Candy』収録曲。
2. Rock'n Rouge (sung by フレネシ)
3. 制服 (sung by あべちえみ)
シングル「赤いスイートピー」B面曲。
4. 天使のウィンク (sung by たむらぱん)
5. いちご畑でつかまえて (sung by SAWA)
アルバム『風立ちぬ』収録曲。
6. Canary (sung by Yun*chi)
アルバム『Canary』収録曲。
7. ボン・ボヤージュ (sung by 奥村愛子)
シングル「Rock'n Rouge」B面曲。
8. チェリーブラッサム (sung by 工藤真由)
9. Only My Love (sung by CHI-KA)
アルバム『North Wind』収録曲。
10. 赤いスイートピー (sung by Aika)

### Bitter Sweet Pineapple
1. マイアミ午前5時 (sung by 千秋)
アルバム『ユートピア』収録曲。
2. レモネードの夏 (sung by 藤村鼓乃美)
シングル「渚のバルコニー」B面曲。
3. マドラス・チェックの恋人 (sung by momo)
シングル「小麦色のマーメイド」B面曲。
4. 渚のバルコニー (sung by marina)
5. Vacancy (sung by MARiA)
アルバム『The 9th Wave』収録曲。
6. 天国のキッス (sung by 諏訪はるか)
7. MAUI (sung by 愛未)
アルバム『Windy Shadow』収録曲。
8. 青い珊瑚礁 (sung by 工藤真由)
9. 夏の扉 (sung by 宮崎れいな・真山りか・星名美怜・柏木ひなた from 私立恵比寿中学)
10. Sleeping Beauty (sung by Hamar)
アルバム『Tinker Bell』収録曲。

### The Last Leaf
1. 風は秋色 (sung by 千秋)
2. セイシェルの夕陽 (sung by 鈴木有美)
アルバム『ユートピア』収録曲。
3. ピンクの豹 (sung by Hamar)
アルバム『Strawberry Time』収録曲。
4. 蒼いフォトグラフ (sung by 鹿乃)
5. ピンクのモーツァルト (sung by 実谷なな)
6. ガラスの林檎 (sung by 峯村芽里)
7. 風立ちぬ (sung by リツカ)
8. 秘密の花園 (sung by 結城アイラ)
9. チャンスは2度ないのよ (sung by 梶有紀子)
アルバム『Strawberry Time』収録曲。
10. 瑠璃色の地球 (sung by echo)
アルバム『SUPREME』収録曲。